# Wickford
Wickford est une ville dans le Essex en Angleterre. Située à 14.2 kilomètres de Chelmsford. Sa population est de 30 751 habitants (2001) Dans Domesday Book de 1086, il a été énuméré comme Wi(n)cfort.